# Referendum costituzionale in Irlanda del 1998
Il referendum costituzionale in Irlanda del 1998 si tenne il 22 maggio ed ebbe ad oggetto la ratifica del Trattato di Amsterdam.
Prevalsero i sì col 61,74%; fu il diciottesimo emendamento della Costituzione irlandese, promulgato il successivo 3 giugno.

## Modifiche del testo
Articolo 29.4.5: Lo Stato può ratificare il Trattato di Amsterdam che emenda il Trattato sull'Unione Europea, i Trattati che istituiscono le Comunità Europee e alcuni atti connessi firmato ad Amsterdam il 2 ottobre 1997.
Articolo 29.4.6: Lo Stato può osservare le deroghe ai sensi degli articoli 1.11, 2.6 e 2.15 del Trattato citato nel titolo 5 di questa sezione ma qualsiasi esercitazione sarà conforme alla preventiva approvazione parlamentare.

## Esito referendario
Questo il risultato del referendum in dettaglio.
Questo il risultato del referendum in dettaglio:
| Preferenza     | Voti      | Percentuale (%) |
| -------------- | --------- | --------------- |
| Si             | 932.632   | 61,74%          |
| No             | 576.070   | 38,26%          |
| Voti validi    | 1.508.702 | 97,8%           |
| Voti dispersi  | 33.228    | 2,20%           |
| Affluenza      | 56.3%     | 56.3%           |
| Aventi diritto | 2.747.088 | 2.747.088       |